# Celtic League 2003-2004
La Celtic League 2003-04 fu la 3ª edizione della competizione transnazionale di rugby a 15 per club delle federazioni gallese, irlandese e scozzese.
Si tenne dal 5 settembre 2003 al 14 maggio 2004 tra 12 squadre per la prima volta a girone unico.
Esso fece seguito alla ristrutturazione del rugby di club d'alto livello gallese, che ritirò tutti i propri club dalla competizione per adottare il sistema delle franchigie già schierate nelle prime due edizioni da Scozia e Irlanda: le nuove formazioni furono Cardiff Rugby (Cardiff e regione), Llanelli Scarlets (Llanelli e regione), Ospreys (Swansea e Neath), Dragons (Newport ed Ebbw Vale) e Celtic Warriors (Bridgend e Pontypridd).
Il contingente gallese dominò il campionato, piazzando tutte e cinque le squadre nei primi sei posti; unico incomodo l'irlandese Ulster che per tutto il torneo contese il titolo al Llanelli Scarlets ma proprio nell'ultima giornata perse 16-23 l'incontro diretto che valeva il primo posto in classifica.
Più in generale, il primo titolo degli Scarlets costituì anche la prima affermazione di una squadra gallese dopo la doppietta irlandese Leinster-Munster nelle prime due edizioni.
La franchigia del Celtic Warriors fu invece posta in liquidazione per debiti dopo solo una stagione, nonostante il buon piazzamento in classifica e la qualificazione alla Heineken Cup ottenuta sul campo.
Per effetto di ciò, la stagione successiva si tenne a 11 squadre.
Il valore delle marcature, come stabilito dall’IRFB nel 1992, era: 5 punti per ciascuna meta (7 se trasformata), 3 punti per la realizzazione di ciascun calcio piazzato, idem per il drop.

## Squadre partecipanti
| Galles            | Irlanda  | Scozia    |
| ----------------- | -------- | --------- |
| Cardiff Rugby     | Connacht | Borders   |
| Celtic Warriors   | Leinster | Edimburgo |
| Llanelli Scarlets | Munster  | Glasgow   |
| Newport G.D.      | Ulster   |           |
| Ospreys           |          |           |

## Risultati
|       | 1ª/12ª giornata                 |       |
| ----- | ------------------------------- | ----- |
| 41-30 | Ospreys - Ulster                | 19-31 |
| 23-13 | Glasgow - Cardiff Blues         | 19-29 |
| 12-49 | Borders - Celtic Warriors       | 24-29 |
| 8-15  | Leinster - Munster              | 13-24 |
| 11-3  | Connacht - Edimburgo            | 32-17 |
| 35-11 | Scarlets - Dragons              | 9-15  |
|       |                                 |       |
|       | 4ª/15ª giornata                 |       |
| 22-3  | Cardiff Blues - Leinster        | 22-18 |
| 25-16 | Edimburgo - Scarlets            | 12-47 |
| 15-16 | Munster - Ulster                | 13-36 |
| 22-32 | Celtic Warriors - Ospreys       | 11-23 |
| 42-19 | Connacht - Borders              | 29-40 |
| 27-5  | Dragons - Glasgow               | 20-48 |
|       |                                 |       |
|       | 7ª/18ª giornata                 |       |
| 22-33 | Ospreys - Connacht              | 21-24 |
| 10-31 | Glasgow - Leinster              | 30-31 |
| 22-21 | Munster - Celtic Warriors       | 25-29 |
| 32-7  | Ulster - Cardiff Blues          | 15-19 |
| 36-20 | Scarlets - Borders              | 41-8  |
| 34-22 | Dragons - Edimburgo             | 19-14 |
|       |                                 |       |
|       | 10ª/21ª giornata                |       |
| 16-25 | Glasgow - Edimburgo             | 17-19 |
| 10-26 | Cardiff Blues - Celtic Warriors | 26-30 |
| 15-38 | Borders - Dragons               | 10-54 |
| 0-3   | Connacht - Munster              | 10-39 |
| 28-15 | Scarlets - Ospreys              | 18-15 |
| 32-30 | Leinster - Ulster               | 6-28  |

|       | 2ª/13ª giornata            |       |
| ----- | -------------------------- | ----- |
| 29-19 | Dragons - Ospreys          | 14-26 |
| 53-7  | Edimburgo - Borders        | 10-24 |
| 12-19 | Munster - Scarlets         | 20-37 |
| 33-6  | Ulster - Glasgow           | 25-27 |
| 29-22 | Celtic Warriors - Leinster | 37-16 |
| 33-17 | Cardiff Blues - Connacht   | 21-18 |
|       |                            |       |
|       | 5ª/16ª giornata            |       |
| 29-6  | Dragons - Munster          | 16-6  |
| 26-25 | Glasgow - Borders          | 15-11 |
| 42-18 | Ospreys - Edimburgo        | 35-31 |
| 26-20 | Ulster - Celtic Warriors   | 28-0  |
| 21-6  | Leinster - Connacht        | 24-35 |
| 35-20 | Scarlets - Cardiff Blues   | 6-0   |
|       |                            |       |
|       | 8ª/19ª giornata            |       |
| 13-25 | Cardiff Blues - Dragons    | 25-48 |
| 29-23 | Celtic Warriors - Glasgow  | 44-19 |
| 20-9  | Edimburgo - Munster        | 28-17 |
| 22-16 | Borders - Ospreys          | 7-60  |
| 31-20 | Leinster - Scarlets        | 20-51 |
| 31-20 | Connacht - Ulster          | 27-42 |
|       |                            |       |
|       | 11ª/22ª giornata           |       |
| 35-14 | Dragons - Leinster         | 39-56 |
| 33-11 | Ospreys - Glasgow          | 31-34 |
| 10-50 | Edimburgo - Cardiff Blues  | 22-55 |
| 29-21 | Munster - Borders          | 18-10 |
| 10-9  | Ulster - Scarlets          | 16-23 |
| 40-17 | Celtic Warriors - Connacht | 20-3  |

|       | 3ª/14ª giornata             |       |
| ----- | --------------------------- | ----- |
| 27-22 | Scarlets - Celtic Warriors  | 15-16 |
| 30-33 | Leinster - Edimburgo        | 34-40 |
| 22-20 | Borders - Cardiff Blues     | 13-59 |
| 37-18 | Ulster - Dragons            | 19-27 |
| 19-30 | Glasgow - Connacht          | 28-28 |
| 33-26 | Ospreys - Munster           | 18-15 |
|       |                             |       |
|       | 6ª/17ª giornata             |       |
| 20-25 | Connacht - Scarlets         | 33-33 |
| 19-12 | Celtic Warriors - Dragons   | 18-20 |
| 26-10 | Munster - Glasgow           | 37-12 |
| 21-26 | Borders - Leinster          | 12-35 |
| 3-41  | Edimburgo - Ulster          | 0-37  |
| 43-6  | Cardiff Blues - Ospreys     | 13-34 |
|       |                             |       |
|       | 9ª/20ª giornata             |       |
| 28-19 | Dragons - Connacht          | 32-14 |
| 19-30 | Celtic Warriors - Edimburgo | 30-19 |
| 18-31 | Glasgow - Scarlets          | 26-36 |
| 31-10 | Munster - Cardiff Blues     | 14-60 |
| 46-5  | Ulster - Borders            | 19-15 |
| 25-36 | Ospreys - Leinster          | 16-16 |

## Classifica
| Pos | Squadra           | G  | V  | N | P  | PF  | PS  | DP   | BMP | Pt |
| --- | ----------------- | -- | -- | - | -- | --- | --- | ---- | --- | -- |
| 1   | Llanelli Scarlets | 22 | 16 | 1 | 5  | 597 | 385 | +212 | 10  | 76 |
| 2   | Ulster            | 22 | 15 | 0 | 7  | 617 | 363 | +254 | 12  | 72 |
| 3   | Newport G.D.      | 22 | 16 | 0 | 6  | 590 | 449 | +141 | 8   | 72 |
| 4   | Celtic Warriors   | 22 | 14 | 0 | 8  | 560 | 451 | +109 | 9   | 65 |
| 5   | Ospreys           | 22 | 11 | 1 | 10 | 582 | 512 | +70  | 9   | 55 |
| 6   | Cardiff Rugby     | 22 | 11 | 0 | 11 | 570 | 467 | +103 | 10  | 54 |
| 7   | Munster           | 22 | 10 | 0 | 12 | 422 | 456 | −34  | 11  | 51 |
| 8   | Leinster          | 22 | 9  | 1 | 12 | 523 | 580 | −57  | 9   | 47 |
| 9   | Connacht          | 22 | 8  | 2 | 12 | 479 | 550 | −71  | 8   | 44 |
| 10  | Edimburgo         | 22 | 9  | 0 | 13 | 454 | 622 | −168 | 8   | 44 |
| 11  | Glasgow           | 22 | 6  | 1 | 15 | 442 | 614 | −172 | 6   | 32 |
| 12  | Borders           | 22 | 4  | 0 | 18 | 363 | 750 | −387 | 6   | 22 |

## Verdetti
- Llanelli Scarlets: Campione della Celtic League
- Llanelli Scarlets, Ulster, Newport G.D., Ospreys, Cardiff Rugby, Munster, Leinster, Edimburgo e Glasgow: qualificate alla Heineken Cup 2004-05
- Connacht e Borders: qualificate alla Challenge Cup 2004-05